# Polycentrus schomburgkii
Polycentrus schomburgkii is een straalvinnige vissensoort uit de familie van de veelstekelbaarzen (Polycentridae). De wetenschappelijke naam van de soort is voor het eerst geldig gepubliceerd in 1849 door Müller & Troschel.